# Calytrix formosa
Calytrix formosa är en myrtenväxtart som beskrevs av Lyndley Alan Craven. Calytrix formosa ingår i släktet Calytrix och familjen myrtenväxter. Inga underarter finns listade i Catalogue of Life.